# Герб Деснянського району
Герб Деснянського району — офіційний символ Деснянського району міста Києва. Затверджений  27 травня 2004 року. Автор-художник — член комісії з питань геральдики Київської міської ради, автор герба Києва Юрій Соломінський. 
На гербі зображений Архангел Михаїл у білому вбранні, малиновому плащі, підперезаний золотим поясом. У правій руці він тримає вогняний меч-промінь та білий щит з золотим грецьким хрестом у лівій руці, на малиновому тлі зображені три золотих старокиївських гривні, на зеленому — білий журавель з золотим ключем з червоними ногами та дзьобом. На зеленому тлі — золоте стилізоване зображення старовинного княжого двору. Щит орнаментований срібним стилізованим рослинним орнаментом з листя чаполочі. Навершшям щита є тризуб. На місці девізу напис: «Деснянський район».
Перев'яз — хвиляста стрічка-всесвітній символ води, що акцентує назву району. Архангел Михаїл — головний символ Києва, свідчить про те, що район — виразник і спадкоємець генеалогічної лінії розвитку стародавнього міста. Пізньоготський щит базується на осучасненій формі ранніх готських щитів. Журавель — птах сонця, символізує охоронця домашнього вогнища, родинних традицій та звичаїв. Ключ — символ безпеки, щоб зберегтися від небажаючих ворожих сил. Золоті гривні часів Київської Русі символізують сучасний Національний банкнотно-монетний двір. Княжий двір — відгомін існування на території району князівських резиденцій ще з XI століття. Орнамет з оправю чаполоч за українською міфологією — символ добрих сил природи та світової гармонії. Тризуб символізує незалежність району як адміністративно-територіальної одиниці.